# Крымский поход Даниила Адашева
Крымский поход 1559 года — военный поход Русского царства под командованием воеводы Даниила Фёдоровича Адашева на Крымское ханство.

## История
Отношения Русского царства с Крымом, совершавшим периодические набеги на Русь, резко обострились после взятия Казани (1552) и покорения Астрахани (1556). На Днепре и Северском Донце против крымцев успешно действовал перешедший на царскую службу князь Дмитрий Иванович Вишневецкий («Байда»), однако его силы были слишком малы, чтобы совершить успешный поход на Крым. В 1559 году, несмотря на идущую параллельно Ливонскую войну, царь Иван Грозный снарядил в поход достаточно внушительное войско, состоявшее из большого полка под руководством Даниила Адашева, передового полка во главе с Игнатием Заболоцким и сторожевого полка под командованием стрелецкого головы Тимофея Игнатьева. Численность войска по некоторым данным составляла 8 тысяч человек. Тогда как Вишневецкий напал на Азов, войско Адашева у Псельского города (в районе нынешнего Кременчуга) начало изготавливать большие лодки, чтобы спуститься по Днепру, избегая утомительного перехода по степи и возможных нападений татарской конницы. Передвижение по воде давало также бо́льшую свободу манёвра, так как позволяло напасть на Крым в любом месте со стороны побережья.
Захватив несколько кораблей под Очаковом и перебив множество татар и турок, русские воины внезапно высадились в западном Крыму. Адашев рассредоточил войско для разорения территории. Царские ратники и запорожцы освобождали христианских невольников и сами захватывали пленных. Хан Девлет I Герай не успел собрать войско, а попытки местных мурз обороняться терпели неудачу. Опустошив весь западный Крым, русские войска смогли беспрепятственно покинуть полуостров, отправившись вновь к устью Днепра. У Очакова Адашев отпустил на волю всех турецких пленников, объявив, что царь воюет с крымским ханом, а не с султаном Сулейманом.
Собрав определённые силы, состоявшие из крымских татар и ногайцев, Девлет Герай решил перехватить русских на днепровских порогах. Однако все попытки ханских воинов атаковать Адашева были неудачными, встречая плотный пищальный огонь. Готовясь к решающему бою, Адашев укрепился на Монастырском острове, но хан не решился на штурм и увёл войска в Крым. Адашев с войском благополучно вернулся в Москву, где был встречен с почестями.